# La Vie de Jésus (film, 1951)
Pour plus de détails, voir Fiche technique et Distribution.
La Vie de Jésus est un film documentaire français réalisé par Marcel Gibaud et sorti en 1952.

## Synopsis
La vie du Christ vue à travers les peintures de plusieurs artistes, notamment Rembrandt, Holbein et Raphaël.

## Fiche technique
- Titre : La Vie de Jésus
- Autre titre : En souvenir de moi
- Réalisation : Marcel Gibaud
- Scénario : Marcel Gibaud
- Photographie : Pierre Petit
- Son : Pierre-Louis Calvet
- Musique : Marcel Landowski
- Montage : Geneviève Bretoneiche, Renée Lichtig
- Société de production : Panthéon Productions
- Pays de production :  France
- Format : Noir et blanc - 35 mm - Son mono
- Genre : Documentaire
- Durée : 70 minutes
- Date de sortie : 
  - France - 11 avril 1952

## Distribution
- Maria Casarès : voix

## Distinction
- 1952 : Prix OCIC du Festival de Cannes (Mention spéciale)[1]